# Puente de España
El Puente de España era un puente que cruzaba el río Pasig, en Filipinas creado para conectar los distritos de Binondo y Sta. Cruz en la "Calle Nueva" (hoy calle ET Yuchengco) con el centro de la ciudad de Manila. La estructura era la más antigua establecida en el país antes de que fuera dañado por las inundaciones en 1914. El puente fue sustituido por el Puente " William Atkinson Jones" (Ex-Legislador demócrata del estado de Virginia ) que se inició 1916 y se terminó en 1921, ubicado a una cuadra río abajo del Puente de España, en la calle Rosario (hoy Calle Quintín Paredes).